# جيف كولمان
جيف كولمان (بالإنجليزية: Jeff Coleman)‏ هو مقدم برامج إذاعية وسياسي أمريكي، ولد في 4 يوليو 1975 في الولايات المتحدة. حزبياً، نشط في الحزب الجمهوري. وقد انتخب عضو مجلس نواب بنسيلفانيا.

## وصلات خارجية
- الموقع الرسمي